# Luaka Bop
Luaka Bop este o casă de discuri americană fondată în anul 1988.